# Roger Bourcier
Roger Armand Bourcier de Saint Chaffray (* 15. Oktober 1898 in Paris; † 22. April 1959 in Saintry-sur-Seine) war ein französischer Autorennfahrer.

## Karriere als Rennfahrer
Roger Bourcier war Ende der 1920er- und zu Beginn der 1930er-Jahre dreimal mit Fahrzeugen der Marke Tracta beim 24-Stunden-Rennen von Le Mans am Start. 1928 wurde er gemeinsam mit dem Argentinier Hector Vasena 16. in der Gesamtwertung. Nach einem Ausfall 1929 beendete er das Rennen 1930 als Partner von Louis Debeugny als Gesamtneunter.

## Statistik

### Le-Mans-Ergebnisse
| Jahr | Team                      | Fahrzeug        | Teamkollege        | Platzierung | Ausfallgrund |
| ---- | ------------------------- | --------------- | ------------------ | ----------- | ------------ |
| 1928 | SA des Automobiles Tracta | Tracta Gephi    | Hector Vasena      | Rang 16     |              |
| 1929 | SA des Automobiles Tracta | Tracta Spéciale | Clément Thibaudeau | Ausfall     | Motorschaden |
| 1930 | SA des Automobiles Tracta | Tracta A28      | Louis Debeugny     | Rang 9      |              |